# Fin de la Seconde Guerre mondiale en Europe
 (septembre 2007).
Si vous disposez d'ouvrages ou d'articles de référence ou si vous connaissez des sites web de qualité traitant du thème abordé ici, merci de compléter l'article en donnant les références utiles à sa vérifiabilité et en les liant à la section « Notes et références ».
 (juin 2015).
Améliorez-le ou discutez des points à vérifier. 
La fin de la Seconde Guerre mondiale en Europe se déroule d'avril à début mai 1945, avec une série de défaites de l'armée allemande et la capitulation du Troisième Reich. Mais le conflit continue en dehors de l'Europe.
En effet, le Japon continue la guerre malgré les ultimatums des États-Unis. En août 1945, des bombes atomiques sont larguées sur Hiroshima et Nagasaki par les Américains. Le Japon se rend le 2 septembre 1945, mettant ainsi fin à la guerre.
Par la suite, la Guerre froide sera un conflit idéologique entre l'URSS et les États-Unis et leurs alliés respectifs.

## Avril 1945
- 16 avril :
  - début de l'offensive soviétique sur l'Oder.
- 19 avril :
  - Percée soviétique sur le front de l'Oder[1].
- 25 avril :
  - les troupes soviétiques et américaines font leur jonction sur les bords de l'Elbe près de Torgau, coupant en deux les zones encore contrôlées par les forces allemandes. Les premières unités à prendre ainsi contact sont la 69e Division d'infanterie des États-Unis issue de la 1re armée américaine et la 58e Division soviétique de gardes de la 5e garde armée.
  - Début de l'assaut soviétique contre la ville de Berlin proprement dite[2].

- 27 avril :
  - Les forces alliées prennent Milan.
  - Le dictateur italien Benito Mussolini est capturé par des partisans italiens alors qu'il tente de se rendre en Suisse avec un bataillon anti-aérien allemand.

- 28 avril :
  - Mussolini et plusieurs autres fascistes capturés avec lui sont amenés à Dongo et exécutés. Les corps sont ramenés à Milan et, sans cérémonie, pendus par les pieds devant une station-service.

- 30 avril :
  - Alors que la bataille de Berlin fait rage au-dessus de lui, et se rendant compte que tout est perdu, Adolf Hitler se suicide dans le Führerbunker, le bunker de la chancellerie, avec sa compagne Eva Braun qu'il a épousée quelques heures auparavant. Dans ses dernières volontés, Hitler désigne ses successeurs, Karl Dönitz comme nouveau Reichspräsident (président du Reich) et Joseph Goebbels comme nouveau Reichskanzler (Chancelier). Ce suicide inaugure une série de nombreux suicides au sein de l'appareil de l'État nazi jusqu'au milieu du mois de mai 1945[3].

## Mai 1945
- 1er mai :

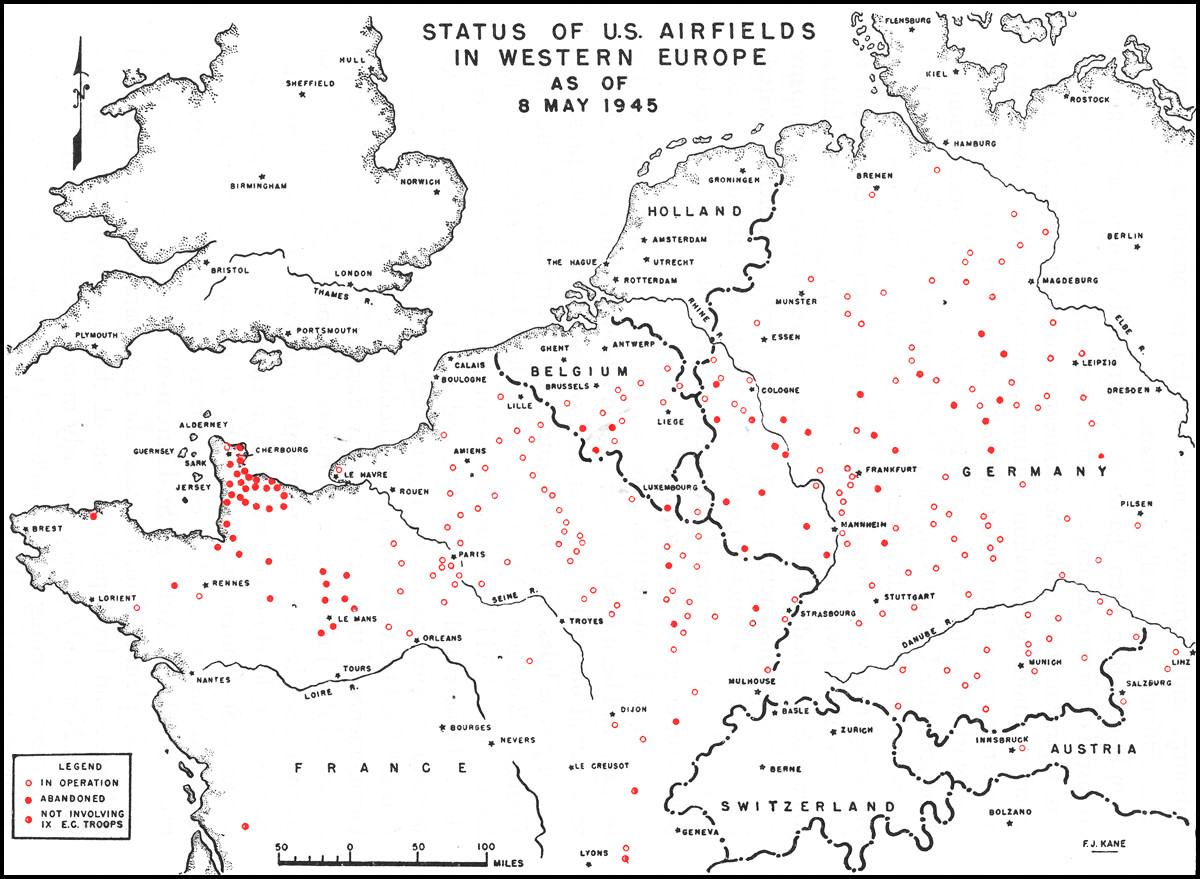
Statut des aérodromes américains en Europe de l'Ouest le 8 mai 1945.

  - Goebbels se suicide avec sa famille dans le Führerbunker, laissant l'amiral Dönitz orchestrer les négociations de reddition. Ce dernier nomme Ludwig von Krosigk au poste de Reichskanzler.
  - En Italie, le général SS Karl Wolff et le commandant en chef de la 10e armée allemande, le général Heinrich von Vietinghoff, entament des négociations secrètes avec les Alliés Occidentaux (pourparlers déjà amorcés dès mars 1945 en Suisse lors de opération Sunrise). Ils avaient pour but d'obtenir une paix séparée avec les Alliés occidentaux. Mais l'Union Soviétique exige que toutes les forces armées allemandes en Italie cessent les hostilités et demande à faire signer un document de reddition qui impose une reddition sans réserve dès le lendemain.

- 2 mai :
  - La bataille de Berlin s'achève. Le général d'artillerie Helmut Weidling, commandant la zone de défense de la capitale du Reich, présente la capitulation sans conditions de la garnison au général soviétique Vassili Tchouïkov.
  - les officiers commandant les deux armées du Groupe d'armées Vistule stationnées au nord de Berlin, le Général Kurt von Tippelskirch, commandant la 35e, et le Général Hasso von Manteuffel, commandant de la 3e armée de Panzer, présentent leur reddition aux forces occidentales.

- 3 mai :
  - Les navires Cap Arcona, Thielbek et Deutschland IV, ancrés dans la baie de Lübeck et remplis de plus de 7 000 déportés, sont coulés par la RAF.

- 4 mai :
  - Dans la Lande de Lunebourg, région comprise entre les villes de Hambourg, Hanovre et Brême, le maréchal britannique Montgomery accepte la reddition sans condition du Général-Amiral Hans-Georg von Friedeburg, et du général Hans Kinzel, de toutes les forces allemandes stationnées « aux Pays-Bas, en Allemagne du nord-ouest (comprenant les îles de Heligoland, de Frise et toutes autres îles), dans le Schleswig-Holstein, et au Danemark... incluant aussi tous les bateaux naviguant dans ces zones ».
  - Le commandant opérationnel de certaines de ces forces, le grand amiral Karl Dönitz, signale que la guerre européenne est « terminée ».

- 5 mai :
  - Dönitz demande à tous les U-boot de cesser les opérations militaires et de retourner à leurs bases respectives.
  - En Bohème, le général Hermann Foertsch présente, à 14 heures 30, la reddition de toutes ses forces réparties entre les montagnes de Bohème et la rivière Inn, au général américain Jacob L. Devers, commandant du 6e groupe d'armées américain.
  - Aux Pays-Bas, le général Johannes Blaskowitz, commandant en chef des troupes allemandes, se rend à 16 h au général canadien Charles Foulkes dans la petite ville néerlandaise de Wageningue en présence du prince Bernhard, époux de la future reine Juliana des Pays-Bas (agissant en tant que commandant en chef des forces néerlandaises).
  - À Dresde, le Gauleiter Martin Mutschmann organise une offensive allemande à grande échelle sur le front oriental, mais il est capturé deux jours plus tard par des troupes soviétiques lors d'une tentative de fuite.

- 6 mai :

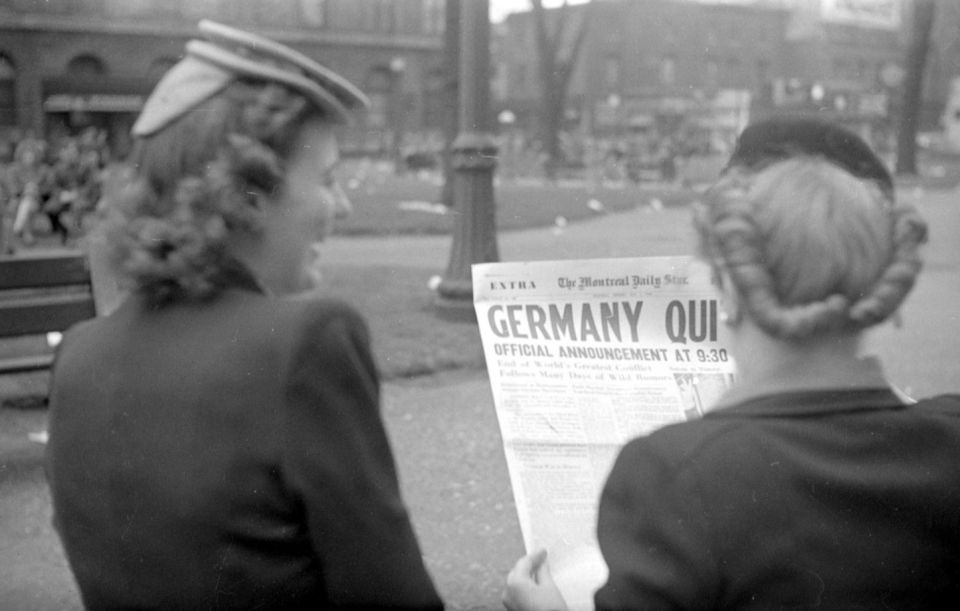
Deux jeunes femmes lisant la une du Montreal Daily Star annonçant la capitulation allemande et la fin imminente de la Seconde Guerre mondiale, 7 mai 1945

  - À Breslau, une ville forteresse entourée et assiégée pendant des mois, le général Hermann Niehoff, commandant de la place, se rend à 18 heures, aux Soviétiques.
  - À Reims, le général Alfred Jodl arrive une demi-heure plus tard et, après les instructions de Dönitz, offre la reddition de toutes les forces combattantes occidentales aux Alliés. Jodl envoie un signal à Dönitz, qui se trouve à Flensburg, l'informant de la position d'Eisenhower. Ce dernier avait menacé d'interrompre toutes les négociations si les Allemands ne se mettaient pas d'accord sur la totalité des conditions imposées (c'est exactement la même situation que von Friedeburg avait connue au début des pourparlers avec Montgomery). Peu de temps après, face aux exigences alliées, Dönitz accepta l'inévitable et autorisa Jodl à signer la reddition complète et totale de toutes les forces allemandes.

- 7 mai :
  - à 2 heures 41 du matin, au siège du Supreme Headquarters Allied Expeditionary Force (« État-major suprême des Forces expéditionnaires alliées ») à Reims, le chef suprême des forces armées allemandes, le général Alfred Jodl, signa les Actes de capitulation de l'Allemagne nazie reconnaissant la capitulation sans condition de toutes les forces allemandes par l'expression : « Toutes les forces sous commandement allemand doivent cesser les opérations actives à 23 h 01, en Europe centrale, le 8 mai 1945 ».

- 8 mai :
  - peu avant minuit, le Maréchal Wilhelm Keitel, en tant que chef d'état-major de l’Oberkommando der Wehrmacht, le Generaloberst Hans-Jürgen Stumpff, en tant que représentant de la Luftwaffe, et l'Amiral Hans-Georg von Friedeburg, en tant que commandant en chef de la Kriegsmarine, signent un document presque semblable, en présence du général Gueorgui Joukov au nom du commandement suprême de l'Armée rouge, du général américain Carl Spaatz, commandant l'United States Strategic Air Forces, du Maréchal de l'air Arthur Tedder, délégué du Commandant suprême des forces expéditionnaires alliées, du général Jean de Lattre de Tassigny, commandant la Ire armée française.

Le texte de la reddition de Reims prévoyait un cessez-le-feu, les forces allemandes devant rester sur leurs positions. Le texte de Berlin prevoit en plus que les forces allemandes devront se désarmer entièrement et remettre aux Alliés la totalité de leurs moyens militaires.
L'acte étant signé peu avant minuit à l'heure des Alliés occidentaux, il l'est de fait après minuit à l'heure des Soviétiques qui avancent d'une heure. Pour les pays de l'Ouest et l'Allemagne, la capitulation a donc lieu le 8 mai, mais pour les Soviétiques et les pays de l'Est, elle a lieu le 9.
- 11 mai :
  - C'est à Bouvron, à l'hippodrome du Grand Clos, que se déroule le 11 mai 1945, la cérémonie de la reddition des soldats allemands mettant fin à l'existence de la Poche de Saint-Nazaire signant, et constituant le dernier acte de la guerre en Europe.

Les nouvelles de la reddition signée à Reims arrivent à l'ouest et des célébrations éclatent dans l'ensemble de l'Europe. Aux États-Unis, les Américains se réveillent et entendent à la radio que le jour du 8 mai est appelé le jour V.E., Victory in Europe.
Jusqu'au 23 mai 1945, Karl Dönitz continue d'agir en tant que chef d'État, mais son gouvernement basé à Flensburg ne contrôle plus qu'un petit secteur autour de la ville et n'est pas reconnu par les puissances alliées. Il est dissous de fait une fois ses membres capturés et arrêtés par les forces britanniques.